# Bible of the Beast
Bible of the Beast è il terzo album studio del gruppo musicale power metal tedesco Powerwolf.
L'album contiene 12 tracce ed è stato pubblicato il 24 aprile 2009 sotto la Metal Blade Records.

## Tracce
1. Opening: Prelude to Purgatory – 1:13
2. Raise Your Fist, Evangelist – 3:59
3. Moscow After Dark – 3:14
4. Panic in the Pentagram – 5:14
5. Catholic in the Morning... Satanist at Night – 3:57
6. Seven Deadly Saints – 3:35
7. Werewolves of Armenia – 0:54
8. We Take the Church by Storm – 3:54
9. Resurrection by Erection – 3:50
10. Midnight Messiah – 4:12
11. St. Satans Day – 4:30
12. Wolves Against the World – 6:04

Durata totale: 44:36